# Station Binche
Station Binche is een spoorwegstation langs spoorlijn 108 (Erquelinnes - Mariemont) in de stad Binche. Het heeft een groot stationsgebouw in de neogotische stijl met gekleurde ruiten in loodglas. Het is een ontwerp van de Leuvense architect Pierre Langerock en is een beschermd monument. Er zijn enkele Duitse opschriften overgebleven uit de Duitse bezetting. Ook zijn er  nog diverse originele gietijzeren borden aanwezig met bijvoorbeeld de plaatsnaam of het spoornummer, stationschef, en dergelijke. Dat is uitzonderlijk. Men kan er kosteloos parkeren en er is een gratis fietsstalling.
In de loop van 2021 zijn de loketten hier definitief gesloten en is het station een stopplaats geworden.In plaats van de loketten kwam er een kaartautomaat. Er is geen hulp voor gehandicapten aanwezig en er is geen mogelijkheid om in / uit een trein geholpen te worden door personeel. Er zijn lage perrons, wat betekent dat de in/uitstap zeer hoog is, en daardoor voor personen in een rolstoel praktisch onmogelijk.

## Treindienst
Sinds 1984 is dit een eindpunt van het Belgisch spoornet.
| Serie       | Treinsoort          | Route                                                                              | Bijzonderheden                                    |
| ----------- | ------------------- | ---------------------------------------------------------------------------------- | ------------------------------------------------- |
| IC 11       | Intercity (NMBS)    | Binche – La Louvière-Centrum – Brussel-Zuid – Schaarbeek [ – Mechelen – Turnhout ] | Rijdt in het weekend tussen Binche en Schaarbeek. |
| P 7740/8740 | Piekuurtrein (NMBS) | Binche – La Louvière-Centrum – Brussel-Zuid – Schaarbeek                           | Rijdt alleen op werkdagen.                        |

## Aansluitend vervoer
Dit station werd tot 3 juni 1973 bediend door de buurtspoorwegtrams met een grote keerlus (tramlijn 36 naar La Louvière en tramlijn 93 (Charleroi - Binche). Tegenwoordig vertrekken vanaf het station een paar buslijnen van de TEC, waaronder lijn 22 naar Bergen.

## Galerij

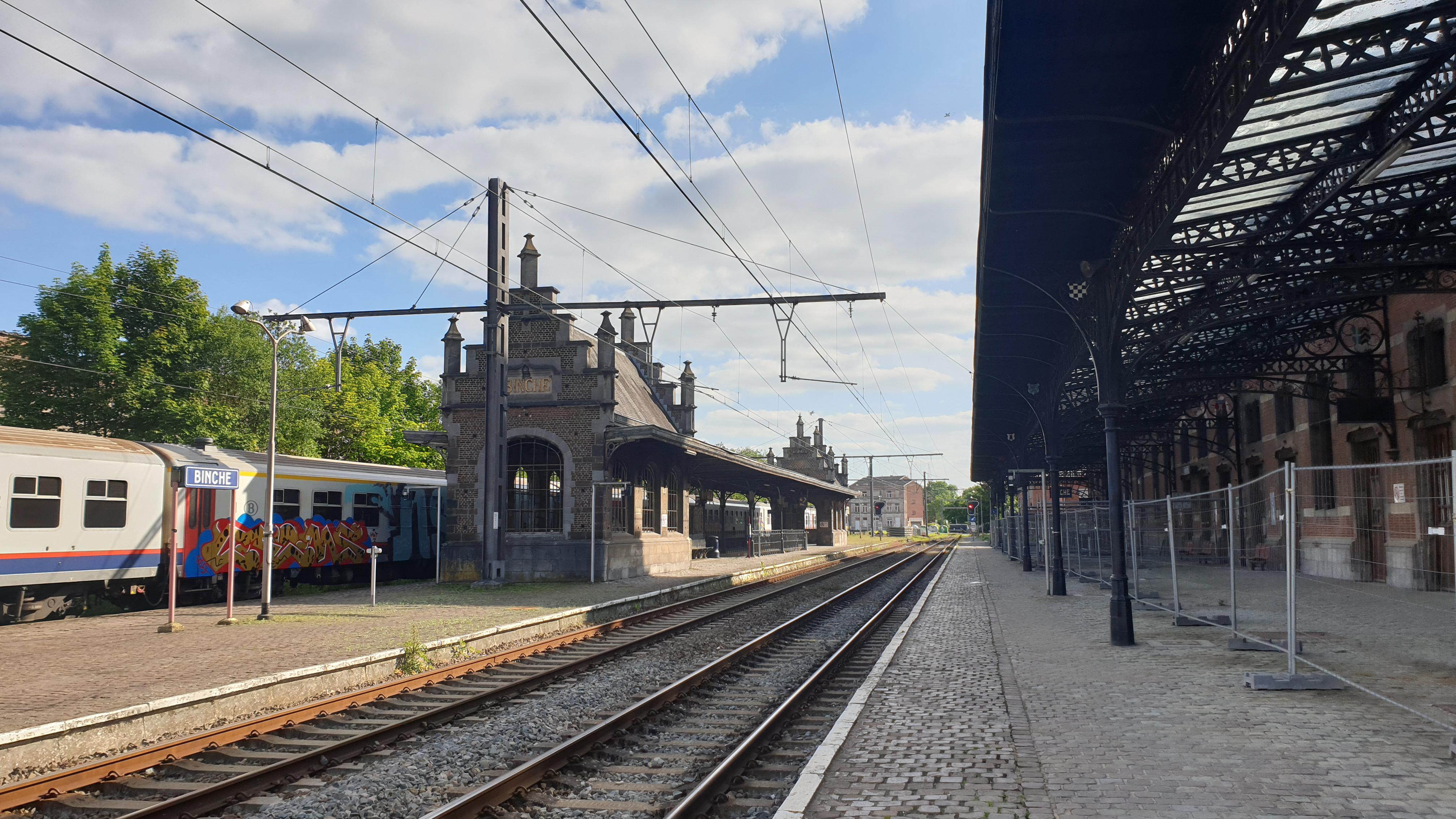
Zicht op de perrons
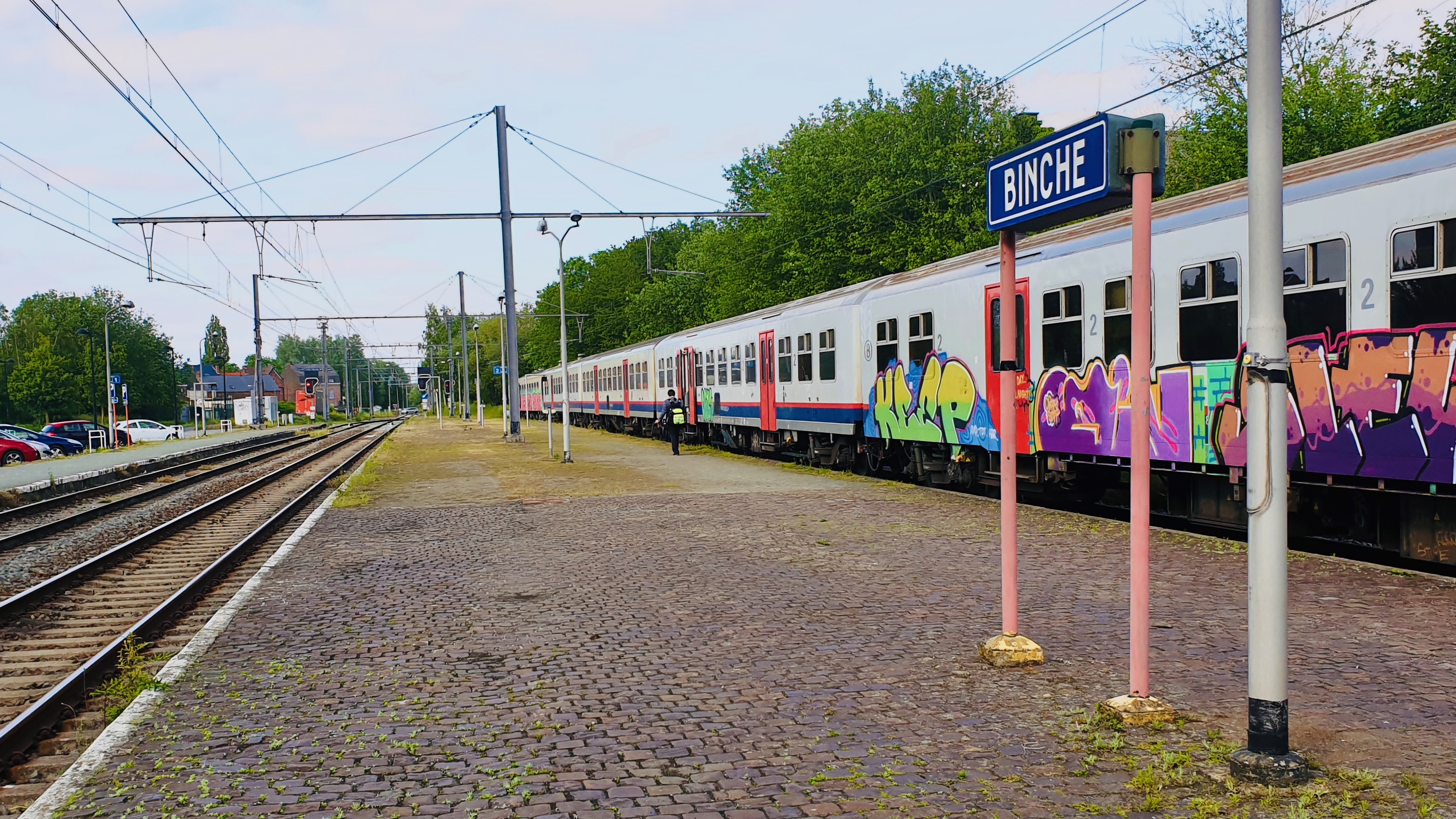
Naambord op een perron
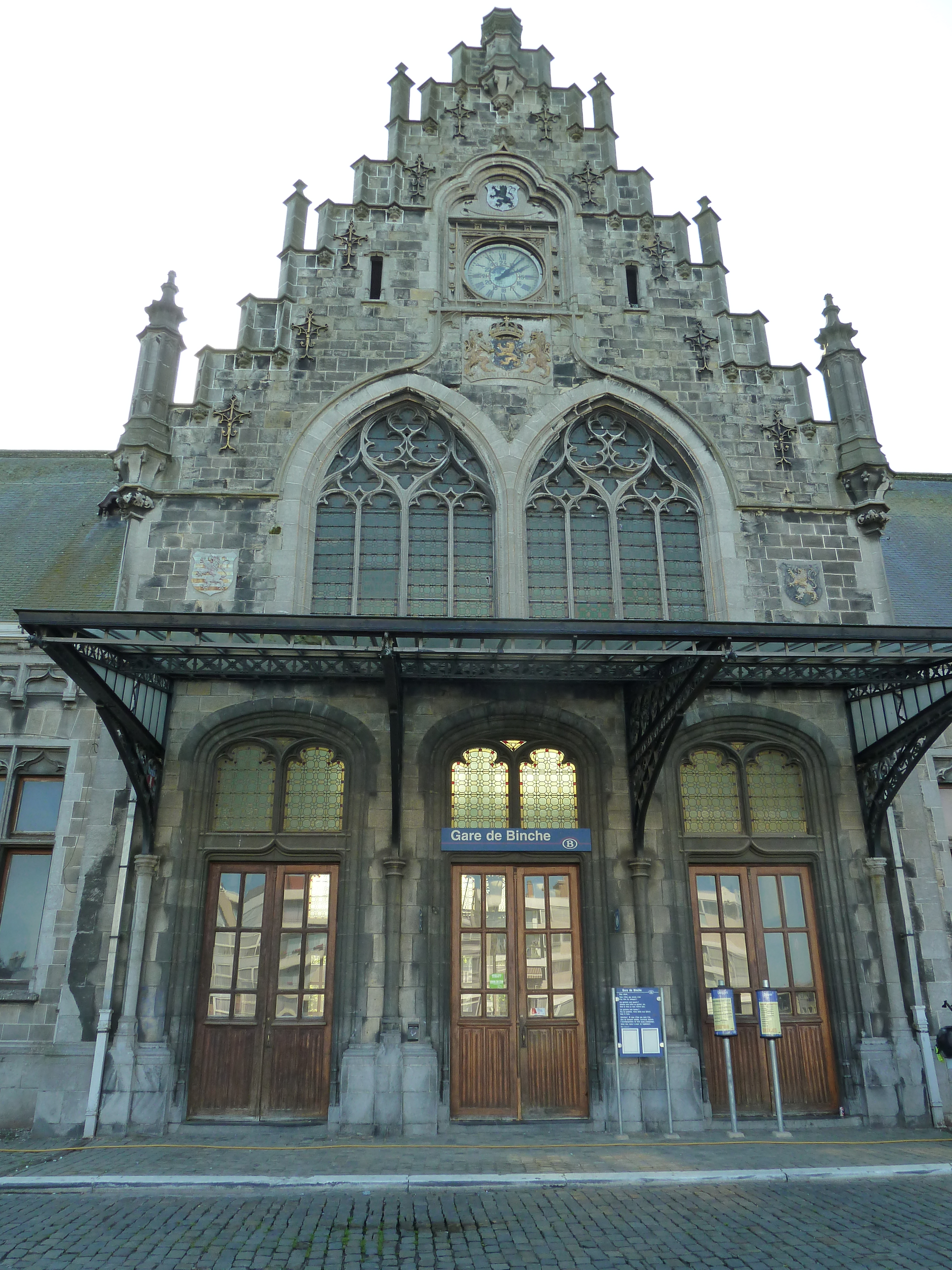
Ingang
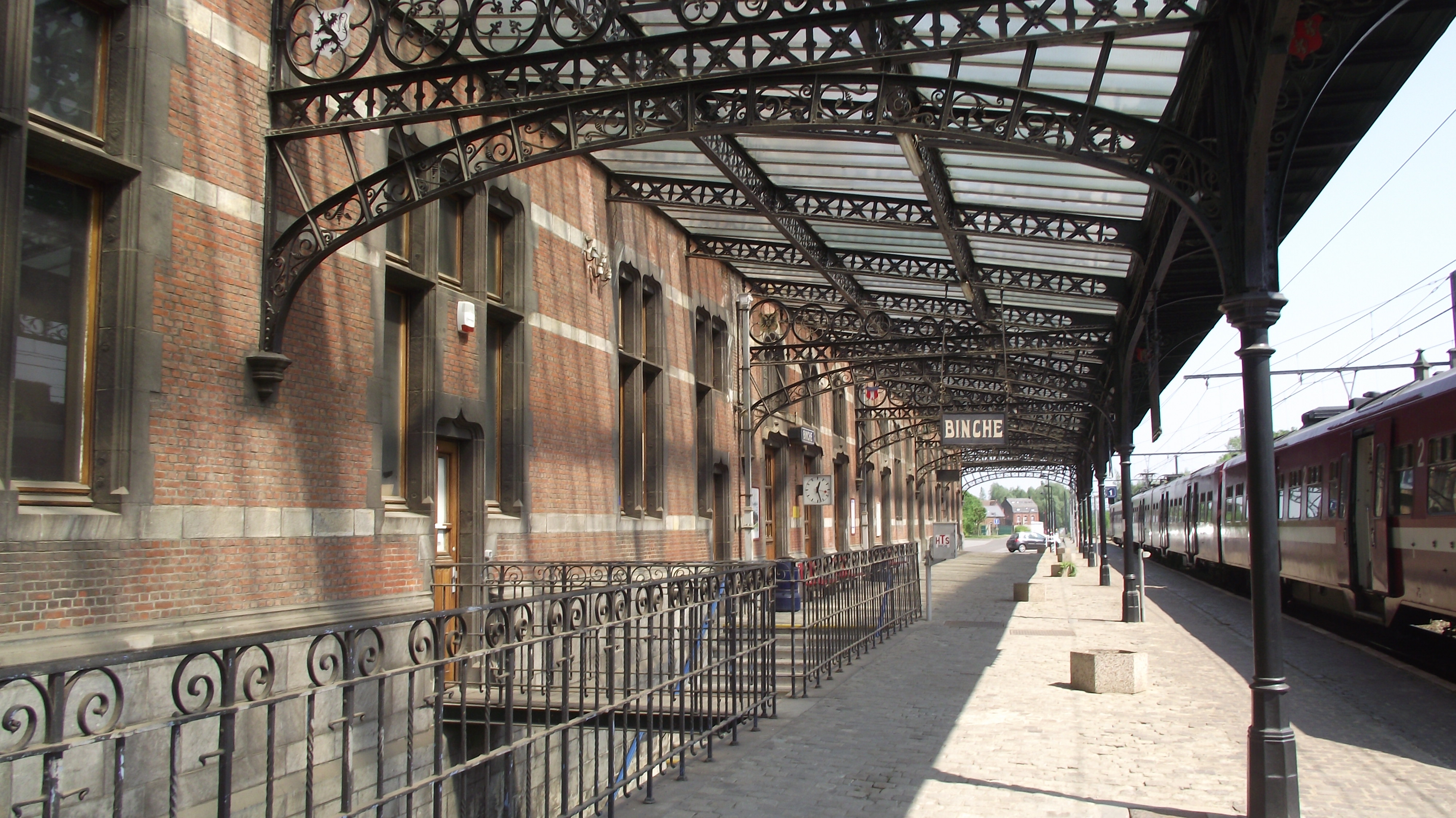
Perron.
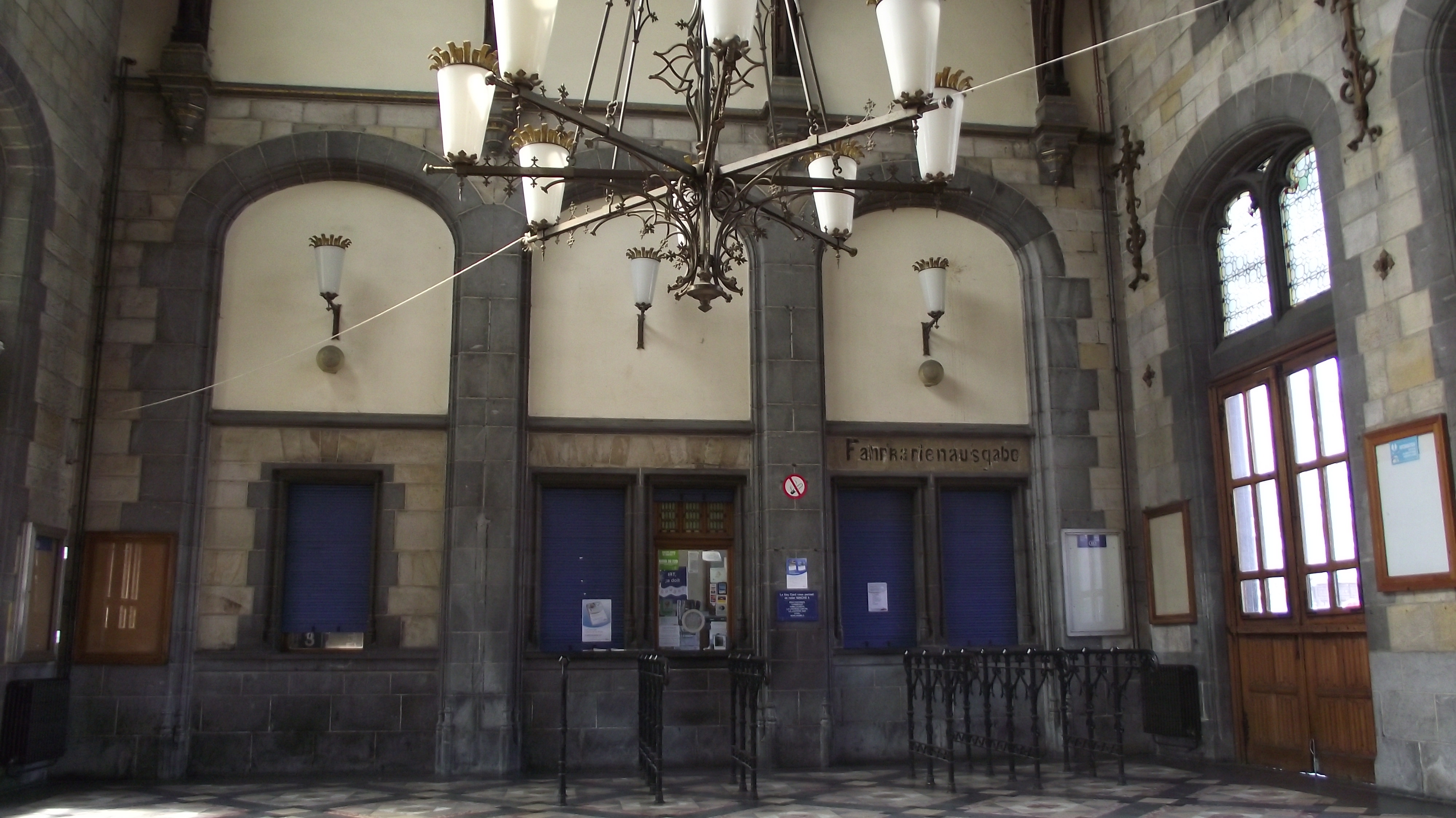
Lokettenzaal met opschrift in het Duits

## Reizigerstellingen
De grafiek en tabel geven het gemiddeld aantal instappende reizigers weer op een week-, zater- en zondag.
| Tabel: aantal instappende reizigers station Binche | Tabel: aantal instappende reizigers station Binche | Tabel: aantal instappende reizigers station Binche | Tabel: aantal instappende reizigers station Binche |
|                                                    | Weekdag                                            | Zaterdag                                           | Zondag                                             |
| -------------------------------------------------- | -------------------------------------------------- | -------------------------------------------------- | -------------------------------------------------- |
| 1977                                               | 340                                                | 85                                                 | 74                                                 |
| 1978                                               | 331                                                | 58                                                 | 56                                                 |
| 1979                                               | 365                                                | 74                                                 | 83                                                 |
| 1980                                               | 325                                                | 74                                                 | 73                                                 |
| 1981                                               | 310                                                | 63                                                 | 63                                                 |
| 1982                                               | 233                                                | 49                                                 | 57                                                 |
| 1983                                               | 313                                                | 176                                                | 86                                                 |
| 1984                                               | 438                                                | 154                                                | 128                                                |
| 1985                                               | 437                                                | 152                                                | 215                                                |
| 1986                                               | 415                                                | 146                                                | 175                                                |
| 1987                                               | 469                                                | 205                                                | 224                                                |
| 1988                                               | 532                                                | 229                                                | 212                                                |
| 1989                                               | 539                                                | 201                                                | 189                                                |
| 1990                                               | 555                                                | 231                                                | 219                                                |
| 1991                                               | 555                                                | 159                                                | 168                                                |
| 1992                                               | 571                                                | 221                                                | 161                                                |
| 1993                                               | 477                                                | 227                                                | 190                                                |
| 1994                                               | 657                                                | 168                                                | 157                                                |
| 1995                                               | 531                                                | 236                                                | 160                                                |
| 1996                                               | 508                                                | 217                                                | 254                                                |
| 1997                                               | 525                                                | 219                                                | 232                                                |
| 1998                                               | 495                                                | 186                                                | 215                                                |
| 1999                                               | 605                                                | 235                                                | 231                                                |
| 2000                                               | 531                                                | 254                                                | 191                                                |
| 2001                                               | 648                                                | 196                                                | 176                                                |
| 2002                                               | 495                                                | 199                                                | 198                                                |
| 2003                                               | 516                                                | 205                                                | 144                                                |
| 2004                                               | 575                                                | 192                                                | 198                                                |
| 2005                                               | 580                                                | 218                                                | 185                                                |
| 2006                                               | 660                                                | 216                                                | 290                                                |
| 2007                                               | 625                                                | 290                                                | 193                                                |
| 2008                                               | -                                                  | -                                                  | -                                                  |
| 2009                                               | 582                                                | 173                                                | 192                                                |
| 2010                                               | -                                                  | -                                                  | -                                                  |
| 2011                                               | -                                                  | -                                                  | -                                                  |
| 2012                                               | 712                                                | 154                                                | 197                                                |
| 2013                                               | 752                                                | 190                                                | 212                                                |
| 2014                                               | 668                                                | 189                                                | 207                                                |
| 2015                                               | 565                                                | 313                                                | 269                                                |
| 2016                                               | 507                                                | 227                                                | 562                                                |
| 2017                                               | 436                                                | 212                                                | 178                                                |
| 2018                                               | 398                                                | 136                                                | 105                                                |
| 2019                                               | 335                                                | 187                                                | 154                                                |
| 2020                                               | 237                                                | 124                                                | 108                                                |
| 2021                                               | -                                                  | -                                                  | -                                                  |
| 2022                                               | 450                                                | 200                                                | 185                                                |
| 2021                                               | -                                                  | -                                                  | -                                                  |
| 2022                                               | 450                                                | 200                                                | 185                                                |
| 2023                                               | 390                                                | 271                                                | 236                                                |
| 2024                                               | 395                                                | 256                                                | 256                                                |

1,0: Hayettes ·
2,8: Cronfestu ·
4,0: Leval ·
6,9: Ressaix ·
7,7: Binche ·
11,8: Bonne-Espérance ·
14,2: Fauroeulx ·
16,5: Peissant ·
18,4: Grand-Reng ·
22,7: Erquelinnes